# Pintor de Pan

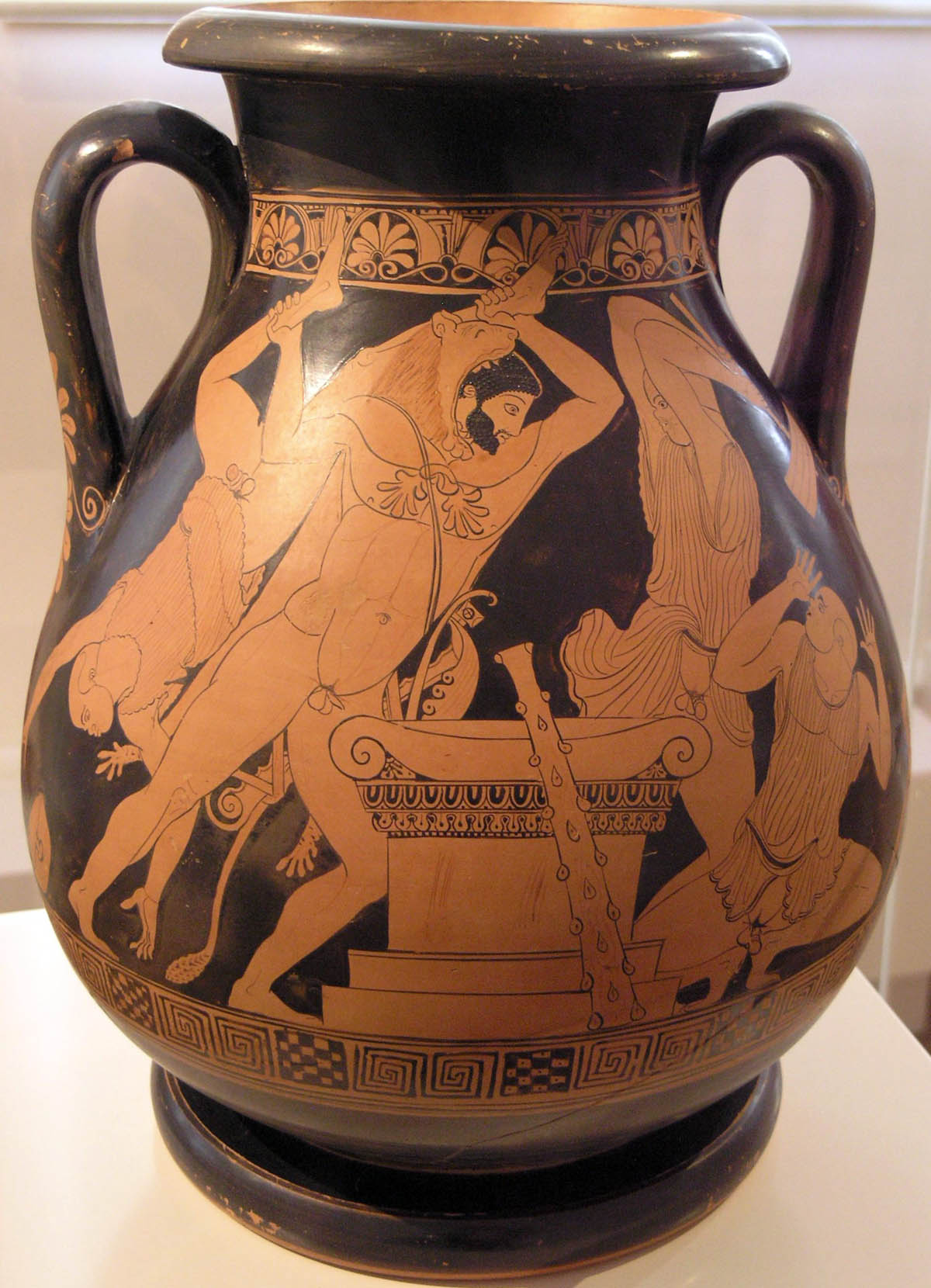
Pélice con Heracles luchando con Busiris, encontrado en Tespias. c. 470 a. C. Atenas, Museo Arqueológico Nacional de Atenas.

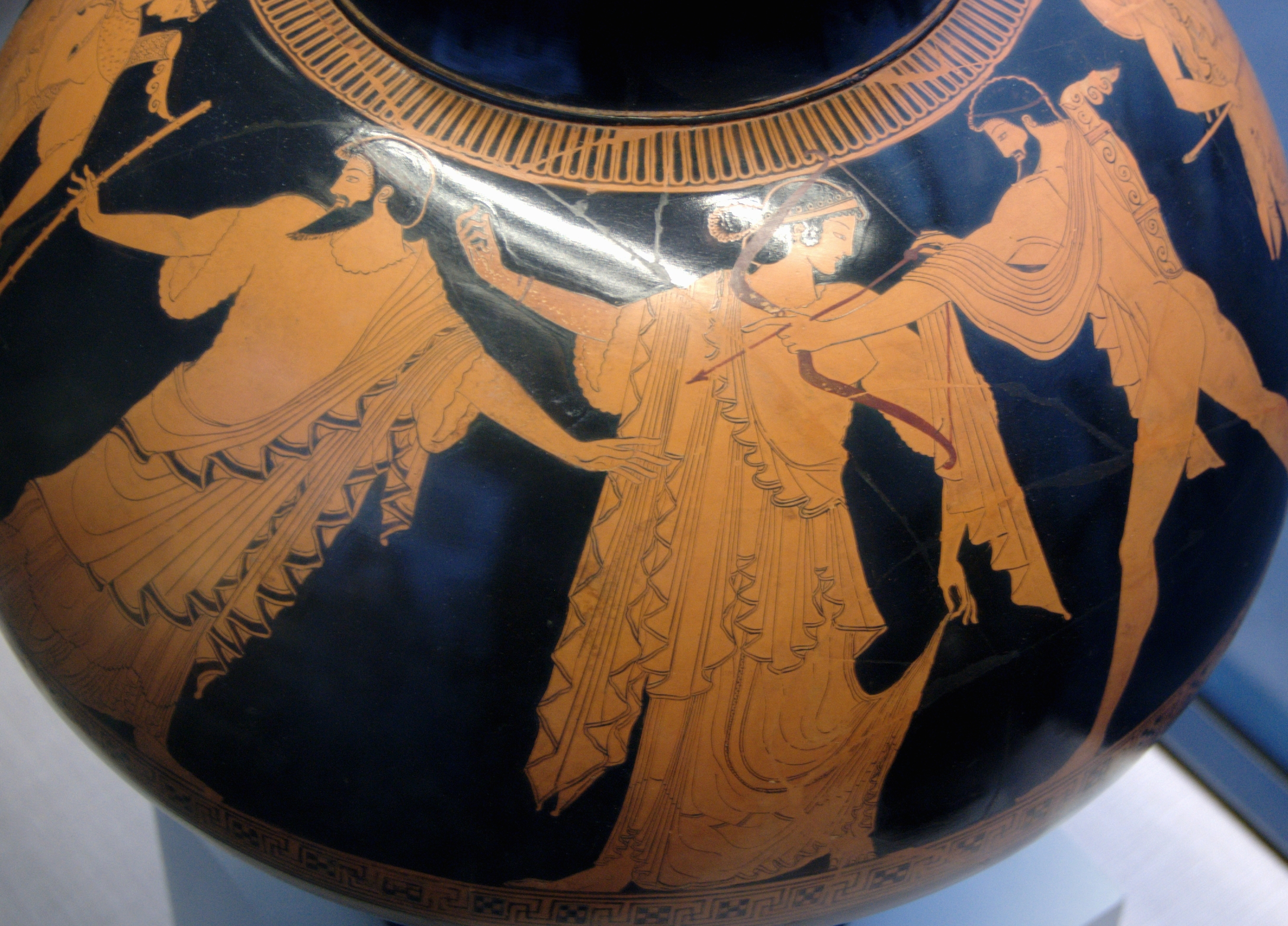
Idas y Marpesa separados de Apolo por Zeus. c. 480 a. C. Múnich. Staatliche Antikensammlungen.

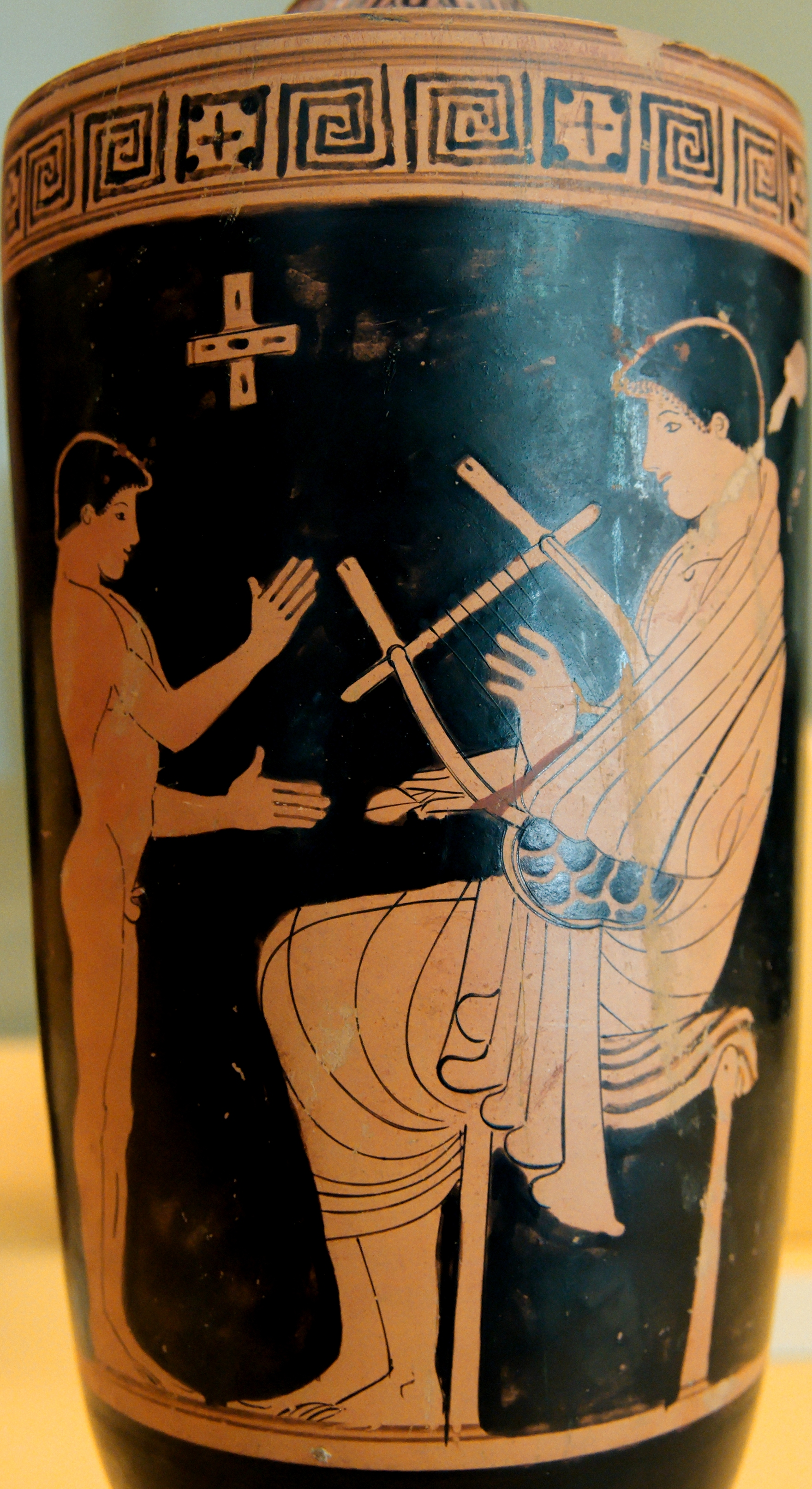
Pélice con Lección de música en el Museo Arqueológico Nacional de Madrid.

El Pintor de Pan es el nombre convencional dado a un pintor ático  de cerámica de figuras rojas activo en el círculo de los llamados Manieristas entre 480 y 450 a. C. que todavía reproducen, a principios del clasicismo, una versión elaborada y exagerada del estilo de los pintores de cerámica tardo arcaicos. Entre los pintores de cerámica de este grupo, el Pintor de Pan se distingue por una mayor originalidad e individualidad de expresión.
Discípulo de Misón, dentro de los Manieristas, se distingue por su mayor originalidad y su individualidad expresiva. Su técnica de dibujo está considerada la mejor del grupo. John Beazley le atribuye más de 150 piezas salidas de su mano. 
Su nombre proviene de una crátera de campana, proveniente de Cumas y actualmente en el Museo de Bellas Artes de Boston donde se representa a Pan persiguiendo a un cabrero y en su parte posterior se muestra la muerte de Acteón.

## Otras obras
- Pélice en Atenas (Heracles y Busiris).
- Pélice en el Museo Arqueológico Nacional de Madrid (Lección de música).[3]
- Psictero en Múnich (Apolo luchando por Marpesa).
- Lécito en Boston (representación de un cazador).
- Enócoe en Londres (Bóreas persiguiendo a Oritía mientras su padre se lamenta).[4]